# Simeon Tochukwu Nwankwo
Simeon Tochukwu Nwankwo (* 7. května 1992, Lagos, Nigérie) známý jako Simy Nwankwo je nigerijský fotbalový útočník, aktuálně hraje v portugalském klubu Gil Vicente.

## Klubová kariéra
Simy začínal s fotbalem v nigerijském klubu Guo FC. Od sezóny 2009/10 působil v Portugalsku, nejprve v Portimonense SC a od července 2013 v Gil Vicente.